# Französische Formel-4-Meisterschaft 2019
Die französische Formel-4-Meisterschaft 2019 (offiziell Championnat de France F4 FFSA Academy certifié par la FIA 2019) war die neunte Saison der französischen Formel-4-Meisterschaft und die Zweite, welche nach dem FIA-Formel-4-Reglement ausgetragen wurde. Es gab 21 Rennen, die Meisterschaft begann am 21. April in Nogaro und endete am 13. Oktober in Le Castellet. Caio Collet gewann den Meistertitel der Fahrer.

## Fahrer
Anders als in anderen Rennserien gab es keine Teams, alle Fahrer wurden vom Organisator Fédération française du sport automobile (FFSA) betreut. Alle Fahrer verwendeten das Mygale-Chassis M14-F4, den 2,0-Liter-F4R-Saugmotor von Renault und Reifen von Kumho.
| Bild                    | Auto # | Fahrer                  | Status | Rennwochenende | Quelle |
| ----------------------- | ------ | ----------------------- | ------ | -------------- | ------ |
| Pierre-François Duriani | 01     | Pierre-François Duriani |        | Alle           |        |
| Gillian Henrion         | 03     | Gillian Henrion         |        | Alle           |        |
|                         | 04     | Ren Sato                | G      | 6              |        |
| Enzo Joulié             | 04     | G                       | 7      |                |        |
| Sten van der Henst      | 05     | Sten van der Henst      |        | Alle           |        |
|                         | 06     | Isack Hadjar            | J      | Alle           |        |
| Jules Mettetal          | 07     | Jules Mettetal          |        | Alle           |        |
| Stuart White            | 08     | Stuart White            |        | Alle           |        |
| Victor Bernier          | 09     | Victor Bernier          | J      | Alle           |        |
| Reshad de Gerus         | 10     | Reshad de Gerus         |        | Alle           |        |
|                         | 11     | Vladislav Lomko         | G      | 5, 7           |        |
| Ugo Gazil               | 12     | Ugo Gazil               |        | Alle           |        |
|                         | 14     | Sami Meguetounif        | G      | 7              |        |
| Paul-Adrien Pallot      | 22     | Paul-Adrien Pallot      | J      | Alle           |        |
| Mathis Poulet           | 24     | Mathis Poulet           |        | Alle           |        |
| Hadrien David           | 26     | Hadrien David           |        | Alle           |        |
|                         | 27     | Kakunoshin Ohta         | G      | 6              |        |
| Esteban Masson          | 27     | G                       | 7      |                |        |
|                         | 33     | Evan Spenle             |        | Alle           |        |
| Bryson Lew              | 35     | Bryson Lew              |        | Alle           |        |
| Simon Ohlin             | 38     | Simon Ohlin             |        | Alle           |        |
|                         | 43     | Mikkel Grundtvig        |        | Alle           |        |
| Enzo Valente            | 48     | Enzo Valente            |        | Alle           |        |
| Nicky Hays              | 51     | Nicky Hays              |        | Alle           |        |
| Valdemar Eriksen        | 85     | Valdemar Eriksen        |        | 1–3, 5–7       |        |

## Rennkalender
Es gab sieben Rennwochenenden mit je drei Rennen, zwei Rennwochenenden fanden außerhalb Frankreichs statt. Im Vergleich zum letzten Jahr kamen Mogyoród und Lédenon in den Rennkalender, raus flogen Jerez de la Frontera sowie Dijon. 
| Nr. | Datum         | Rennstrecke                                      | Sieger             | Zweiter            | Dritter            | Pole-Position   | Schnellste Rennrunde |
| --- | ------------- | ------------------------------------------------ | ------------------ | ------------------ | ------------------ | --------------- | -------------------- |
| 01. | 21. April     | Circuit Paul Armagnac (Nogaro)                   | Hadrien David      | Enzo Valente       | Reshad de Gerus    | Hadrien David   | Hadrien David        |
| 02. | 21. April     | Circuit Paul Armagnac (Nogaro)                   | Ugo Gazil          | Reshad de Gerus    | Gillian Henrion    |                 | Hadrien David        |
| 03. | 22. April     | Circuit Paul Armagnac (Nogaro)                   | Hadrien David      | Reshad de Gerus    | Nicky Hays         | Hadrien David   | Hadrien David        |
| 04. | 18. Mai       | Circuit de Pau-Ville (Pau)                       | Reshad de Gerus    | Hadrien David      | Stuart White       | Stuart White    | Reshad de Gerus      |
| 05. | 18. Mai       | Circuit de Pau-Ville (Pau)                       | Enzo Valente       | Evan Spenle        | Gillian Henrion    |                 | Enzo Valente         |
| 06. | 19. Mai       | Circuit de Pau-Ville (Pau)                       | Hadrien David      | Reshad de Gerus    | Stuart White       | Stuart White    | Reshad de Gerus      |
| 07. | 22. Juni      | Circuit de Spa-Francorchamps (Spa-Francorchamps) | Isack Hadjar       | Stuart White       | Victor Bernier     | Hadrien David   | Isack Hadjar         |
| 08. | 23. Juni      | Circuit de Spa-Francorchamps (Spa-Francorchamps) | Paul-Adrien Pallot | Ugo Gazil          | Gillian Henrion    |                 | Nicky Hays           |
| 09. | 23. Juni      | Circuit de Spa-Francorchamps (Spa-Francorchamps) | Reshad de Gerus    | Hadrien David      | Nicky Hays         | Hadrien David   | Nicky Hays           |
| 10. | 06. Juli      | Circuit de Lédenon (Lédenon)                     | Hadrien David      | Reshad de Gerus    | Nicky Hays         | Hadrien David   | Hadrien David        |
| 11. | 06. Juli      | Circuit de Lédenon (Lédenon)                     | Mikkel Grundtvig   | Sten van der Henst | Stuart White       |                 | Mikkel Grundtvig     |
| 12. | 07. Juli      | Circuit de Lédenon (Lédenon)                     | Nicky Hays         | Isack Hadjar       | Enzo Valente       | Hadrien David   | Nicky Hays           |
| 13. | 07. September | Hungaroring (Mogyoród)                           | Hadrien David      | Nicky Hays         | Reshad de Gerus    | Hadrien David   | Hadrien David        |
| 14. | 07. September | Hungaroring (Mogyoród)                           | Gillian Henrion    | Sten van der Henst | Victor Bernier     |                 | Nicky Hays           |
| 15. | 08. September | Hungaroring (Mogyoród)                           | Hadrien David      | Reshad de Gerus    | Victor Bernier     | Hadrien David   | Hadrien David        |
| 16. | 14. September | Circuit de Nevers Magny-Cours (Magny-Cours)      | Reshad de Gerus    | Hadrien David      | Nicky Hays         | Reshad de Gerus | Reshad de Gerus      |
| 17. | 14. September | Circuit de Nevers Magny-Cours (Magny-Cours)      | Evan Spenle        | Hadrien David      | Victor Bernier     |                 | Hadrien David        |
| 18. | 15. September | Circuit de Nevers Magny-Cours (Magny-Cours)      | Reshad de Gerus    | Hadrien David      | Sten van der Henst | Reshad de Gerus | Nicky Hays           |
| 19. | 12. Oktober   | Circuit Paul Ricard (Le Castellet)               | Hadrien David      | Victor Bernier     | Nicky Hays         | Hadrien David   | Hadrien David        |
| 20. | 12. Oktober   | Circuit Paul Ricard (Le Castellet)               | Jules Mettetal     | Enzo Valente       | Hadrien David      |                 | Jules Mettetal       |
| 21. | 13. Oktober   | Circuit Paul Ricard (Le Castellet)               | Victor Bernier     | Hadrien David      | Gillian Henrion    | Hadrien David   | Victor Bernier       |

## Wertung

### Punktesystem
Beim ersten und dritten Rennen bekamen die ersten zehn des Rennens 25, 18, 15, 12, 10, 8, 6, 4, 2 bzw. 1 Punkt(e), beim zweiten Rennen bekamen die ersten acht des Rennens 15, 12, 10, 8, 6, 4, 2 bzw. 1 Punkt(e). Der schnellste Fahrer aus den Qualifyings erhielt einen Bonuspunkt für die Pole-Position. Für die schnellste Runde im Rennen gab es ebenfalls einen Bonuspunkt. Fahrer, welche zum Zeitpunkt der Meisterschaft jünger als 16 waren, traten automatisch in der Juniorenkategorie an und waren damit nicht für die Fahrerwertung punktberechtigt. In der Fahrerwertung wurde das schlechteste Punkteergebnis eines jeden Fahrers nicht gewertet (Streichergebnis).
| Punkteverteilung | Punkteverteilung | Punkteverteilung | Punkteverteilung | Punkteverteilung | Punkteverteilung | Punkteverteilung | Punkteverteilung | Punkteverteilung | Punkteverteilung | Punkteverteilung | Punkteverteilung | Punkteverteilung |
| ---------------- | ---------------- | ---------------- | ---------------- | ---------------- | ---------------- | ---------------- | ---------------- | ---------------- | ---------------- | ---------------- | ---------------- | ---------------- |
| Platz            | 1                | 2                | 3                | 4                | 5                | 6                | 7                | 8                | 9                | 10               | PP               | SR               |
| Rennen 1 & 3     | 25               | 18               | 15               | 12               | 10               | 8                | 6                | 4                | 2                | 1                | 1                | 1                |
| Rennen 2         | 15               | 12               | 10               | 8                | 6                | 4                | 2                | 1                | 0                | 0                | –                | 1                |

Beim Rennwochenende in Mogyórod gab es beim ersten Rennen nur halbe Punkte da das Rennen nach fünf Runden aufgrund starken Regens abgebrochen werden musste. 

### Fahrerwertung

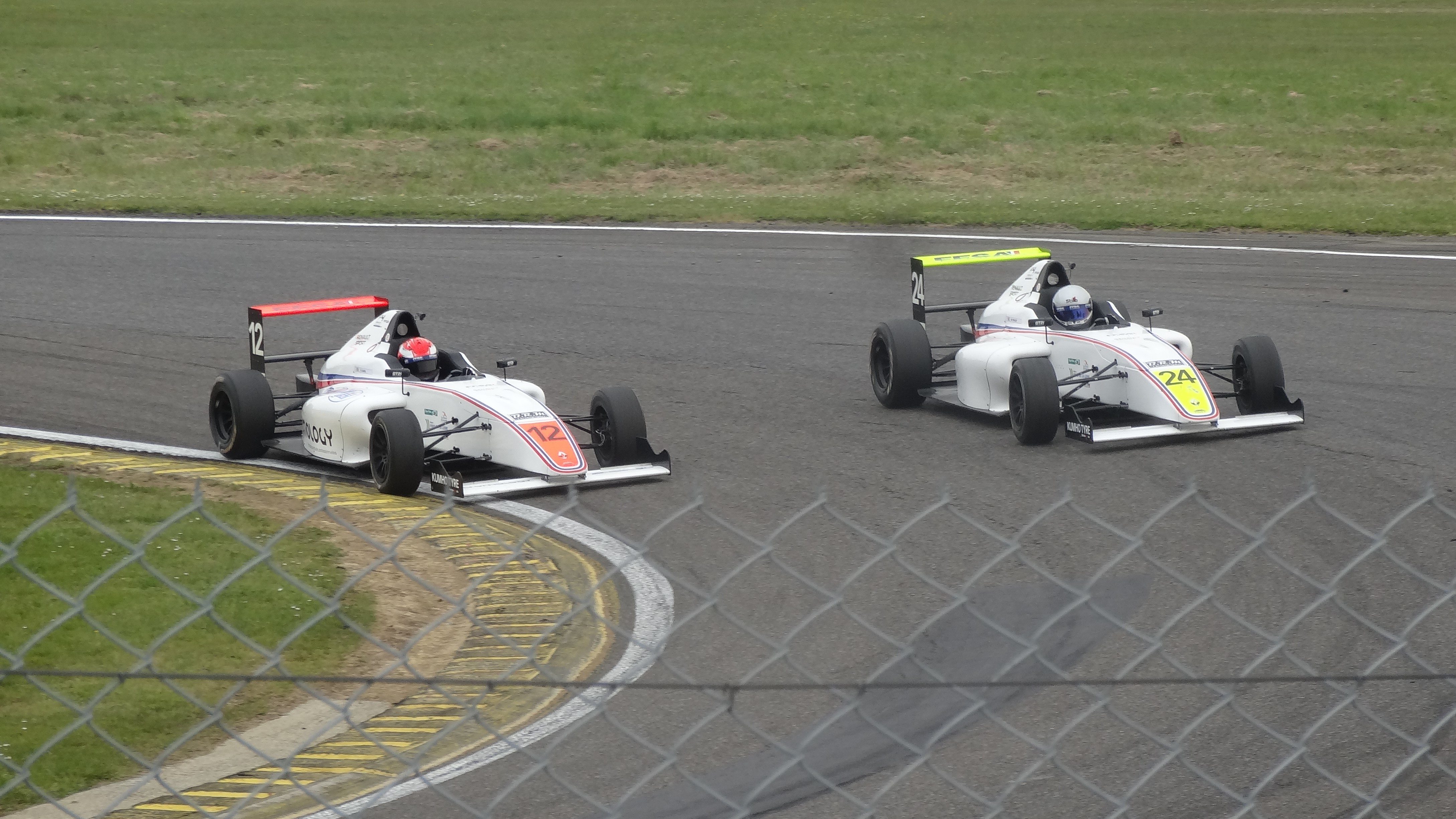
Rennszene vom Rennwochenende in Nogaro.

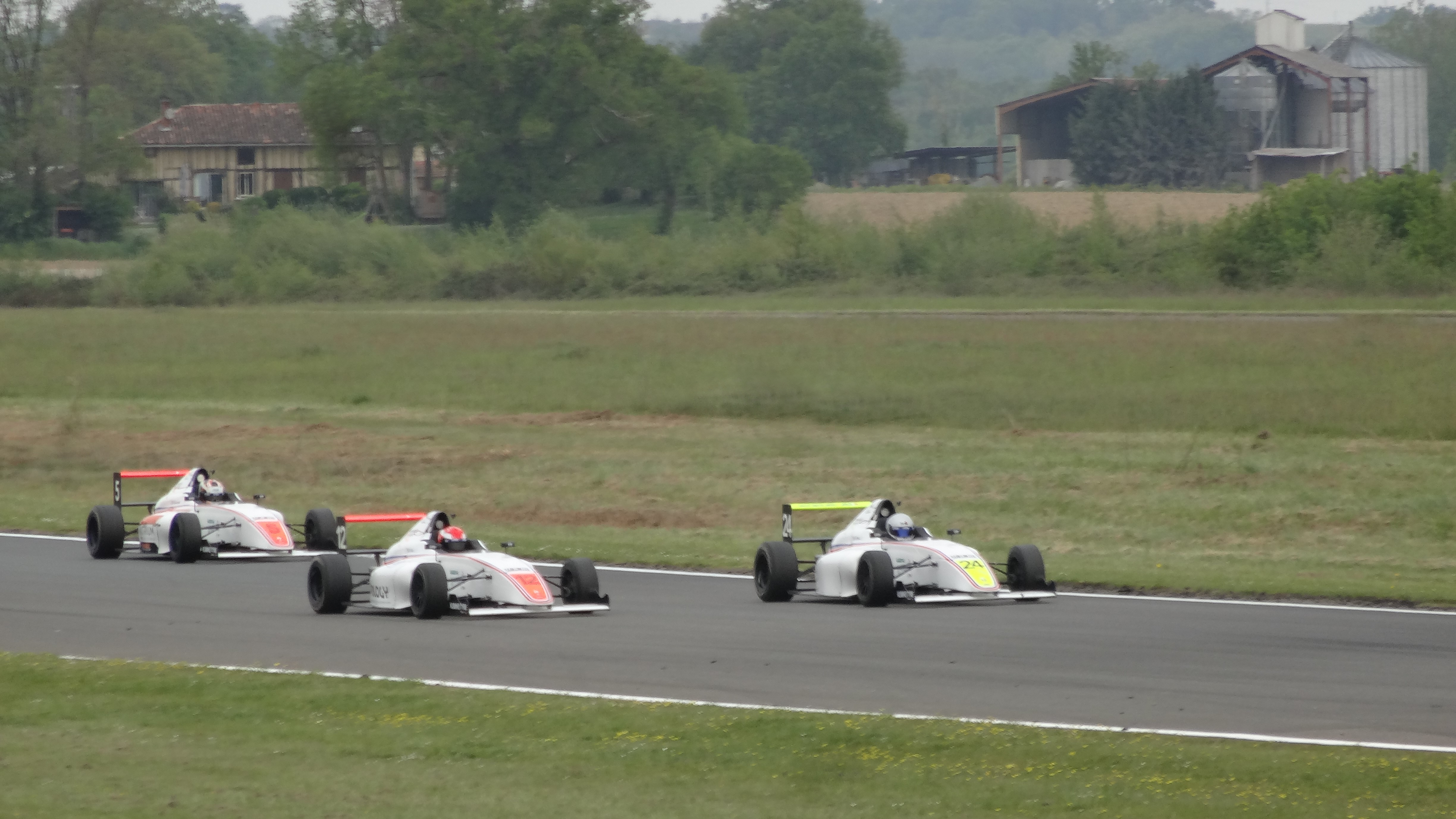
Rennszene vom Rennwochenende in Nogaro.

| Pos.                                      | Fahrer           | NOG | NOG | NOG | PAU | PAU | PAU | SPA | SPA | SPA | LÉD | LÉD | LÉD | HUN | HUN | HUN | MAG | MAG | MAG | LEC | LEC | LEC | Punkte |
| Pos.                                      | Fahrer           | R1  | R2  | R3  | R1  | R2  | R3  | R1  | R2  | R3  | R1  | R2  | R3  | R1  | R2  | R3  | R1  | R2  | R3  | R1  | R2  | R3  | Punkte |
| ----------------------------------------- | ---------------- | --- | --- | --- | --- | --- | --- | --- | --- | --- | --- | --- | --- | --- | --- | --- | --- | --- | --- | --- | --- | --- | ------ |
| 01                                        | H. David         | 1   | 4   | 1   | 2   | DNF | 1   | DNF | 6   | 2   | 1   | 9   | 16  | 1   | DNF | 1   | 2   | 3   | 2   | 1   | 3   | 2   | 280,0  |
| 02                                        | R. de Gerus      | 3   | 2   | 2   | 1   | 7   | 2   | 13  | 13  | 1   | 2   | 5   | 5   | 3   | 6   | 2   | 1   | 17  | 1   | DNF | 12  | 14  | 233,5  |
| 03                                        | N. Hays          | 4   | 5   | 3   | DNF | DNF | DNS | DNF | 9   | 3   | 3   | 7   | 1   | 2   | 8   | 6   | 3   | 5   | 4   | 3   | DNF | 5   | 172,0  |
| 04                                        | V. Bernier       | 9   | 6   | 12  | DNF | DNF | 8   | 3   | 7   | 12  | 4   | 10  | 4   | 4   | 3   | 3   | 4   | 4   | 15  | 2   | 4   | 1   | 152,0  |
| 05                                        | G. Henrion       | 7   | 3   | 5   | 6   | 3   | 7   | 9   | 3   | 6   | 6   | 6   | 6   | 9   | 1   | 9   | 5   | 7   | DNS | 12  | 7   | 3   | 125,0  |
| 06                                        | E. Valente       | 2   | 8   | 4   | 9   | 1   | 4   | DNF | 11  | 9   | 5   | 8   | 3   | 8   | 9   | DNF | 9   | 6   | DNF | 9   | 2   | 7   | 121,0  |
| 07                                        | I. Hadjar        | 8   | 10  | 16  | 4   | 6   | DNS | 1   | 17  | 7   | 7   | 4   | 2   | 18  | 12  | 5   | 8   | DNF | 5   | DNF | DNF | 4   | 118,0  |
| 08                                        | E. Spenle        | 19  | 12  | 19  | 8   | 2   | DNF | 5   | DNF | 5   | 11  | 18  | 17  | 5   | 4   | 4   | 10  | 1   | 7   | 7   | 5   | 13  | 98,0   |
| 09                                        | S. White         | 6   | 7   | 7   | 3   | 5   | 3   | 2   | 8   | 11  | 8   | 3   | 7   | 11  | 10  | 12  | 17  | 10  | 9   | 17  | 19  | DNF | 97,0   |
| 10                                        | S. van der Henst | 11  | 13  | 10  | DNF | 11  | 5   | 4   | 4   | 14  | 9   | 2   | 10  | 10  | 2   | 8   | 6   | 8   | 3   | 21  | 15  | DNF | 87,5   |
| 11                                        | J. Mettetal      | 5   | 9   | 18  | DNF | 10  | 6   | 14  | 12  | 4   | 16  | 14  | 9   | 7   | 5   | DNF | 16  | DNF | 6   | 6   | 1   | 6   | 82,0   |
| 12                                        | U. Gazil         | 10  | 1   | 17  | DNF | 8   | 9   | 7   | 2   | 13  | 13  | 11  | 18  | 6   | 7   | 7   | DNF | DNF | 16  | 4   | 9   | DNF | 62,0   |
| 13                                        | M. Grundtvig     | 12  | 11  | 8   | DNF | DNF | DNS | 10  | 10  | 15  | 10  | 1   | 8   | 15  | 13  | 13  | 13  | 13  | 10  | 11  | 10  | 10  | 32,0   |
| 14                                        | P. Pallot        | 17  | 18  | 15  | DNF | DNF | 13  | 8   | 1   | 8   | 18  | 16  | 15  | 19  | 19  | 18  | 15  | 12  | 14  | 13  | 17  | 11  | 24,0   |
| 15                                        | V. Eriksen       | 16  | 15  | 6   | 5   | DNF | 10  | DNF | DNS | DNS |     |     |     | 16  | 16  | 15  | 12  | 15  | DNF | 16  | 14  | 15  | 19,0   |
| 16                                        | P. Duriani       | 14  | 16  | 11  | DNF | DNF | 14  | 6   | 5   | 10  | 15  | 12  | 11  | 14  | 15  | 11  | 11  | 9   | DNF | 14  | 11  | DNF | 18,0   |
| 17                                        | M. Poulet        | 13  | 14  | 9   | 7   | 4   | 12  | 12  | 14  | 18  | 12  | 17  | 14  | 13  | 14  | 17  | DNF | DNF | 14  | 18  | 18  | DNF | 16,0   |
| 18                                        | S. Ohlin         | 15  | 17  | 14  | DNF | 12  | 11  | 11  | 15  | 17  | 14  | 13  | 12  | 12  | 11  | 14  | 14  | 16  | 13  | 8   | 6   | 9   | 14,0   |
| 19                                        | B. Lew           | 18  | 19  | 13  | DNF | 9   | 15  | DNF | 16  | 16  | 17  | 15  | 13  | 17  | 18  | 16  | 18  | 14  | 12  | 15  | 16  | 17  | 1,0    |
| Nicht in der Fahrerwertung berücksichtigt |                  |     |     |     |     |     |     |     |     |     |     |     |     |     |     |     |     |     |     |     |     |     |        |
| NC                                        | K. Ohta          |     |     |     |     |     |     |     |     |     |     |     |     |     |     |     | 7   | 2   | 8   |     |     |     | —,0    |
| NC                                        | S. Meguetounif   |     |     |     |     |     |     |     |     |     |     |     |     |     |     |     |     |     |     | 5   | DNF | 8   | —,0    |
| NC                                        | V. Lomko         |     |     |     |     |     |     |     |     |     |     |     |     | DNF | 17  | 10  |     |     |     | 10  | 8   | 16  | —,0    |
| NC                                        | R. Sato          |     |     |     |     |     |     |     |     |     |     |     |     |     |     |     | 19  | 11  | 11  |     |     |     | —,0    |
| NC                                        | E. Masson        |     |     |     |     |     |     |     |     |     |     |     |     |     |     |     |     |     |     | 19  | 13  | 12  | —,0    |
| NC                                        | E. Joulié        |     |     |     |     |     |     |     |     |     |     |     |     |     |     |     |     |     |     | 20  | 20  | 18  | —,0    |
| Pos.                                      | Fahrer           | R1  | R2  | R3  | R1  | R2  | R3  | R1  | R2  | R3  | R1  | R2  | R3  | R1  | R2  | R3  | R1  | R2  | R3  | R1  | R2  | R3  | Punkte |
| Pos.                                      | Fahrer           | NOG | NOG | NOG | PAU | PAU | PAU | SPA | SPA | SPA | LÉD | LÉD | LÉD | HUN | HUN | HUN | MAG | MAG | MAG | LEC | LEC | LEC | Punkte |

| Legende       | Legende                        | Legende                                                              |
| Farbe         | Abkürzung                      | Bedeutung                                                            |
| ------------- | ------------------------------ | -------------------------------------------------------------------- |
| Gold          | –                              | Sieg                                                                 |
| Silber        | –                              | 2. Platz                                                             |
| Bronze        | –                              | 3. Platz                                                             |
| Grün          | –                              | 4. bis 10. Platz                                                     |
| Hellblau      | –                              | 10. Platz aufwärts (punktberechtigt)                                 |
| Blau          | –                              | Klassifiziert außerhalb der Punkteränge                              |
| Dunkelblau    | –                              | Klassifiziert innerhalb der Punkteränge aber keine Punktberechtigung |
| Violett       | DNF                            | Rennen nicht beendet (did not finish)                                |
| Violett       | NC                             | nicht klassifiziert (not classified)                                 |
| Rot           | DNQ                            | nicht qualifiziert (did not qualify)                                 |
| Rot           | DNPQ                           | in Vorqualifikation gescheitert (did not pre-qualify)                |
| Schwarz       | DSQ                            | disqualifiziert (disqualified)                                       |
| Weiß          | DNS                            | nicht am Start (did not start)                                       |
| Weiß          | WD                             | zurückgezogen (withdrawn)                                            |
| ohne          | PO                             | nur am Training teilgenommen (practiced only)                        |
| ohne          | DNP                            | nicht am Training teilgenommen (did not practice)                    |
| ohne          | INJ                            | verletzt oder krank (injured)                                        |
| ohne          | EX                             | ausgeschlossen (excluded)                                            |
| ohne          | DNA                            | nicht erschienen (did not arrive)                                    |
| ohne          | C                              | Rennen abgesagt (cancelled)                                          |
| ohne          | keine Teilnahme                |                                                                      |
| sonstige      | P/fett                         | Pole-Position                                                        |
| sonstige      | SR/kursiv                      | Schnellste Rennrunde                                                 |
| sonstige      | Q                              | Extrapunkte für Pole-Position                                        |
| sonstige      | X                              | Extrapunkte für gewonnene Positionen                                 |
| sonstige      | *                              | nicht im Ziel, aufgrund der zurückgelegten Distanz aber gewertet     |
| sonstige      | ()                             | Streichresultate                                                     |
| unterstrichen | Führender in der Gesamtwertung |                                                                      |